# Fan Yue-tao
Fan Yue-tao (nascido em 28 de outubro de 1949) é um ex-ciclista taiwanês que competiu no ciclismo nos Jogos Olímpicos de Verão de 1968.